# Rathaus Werne

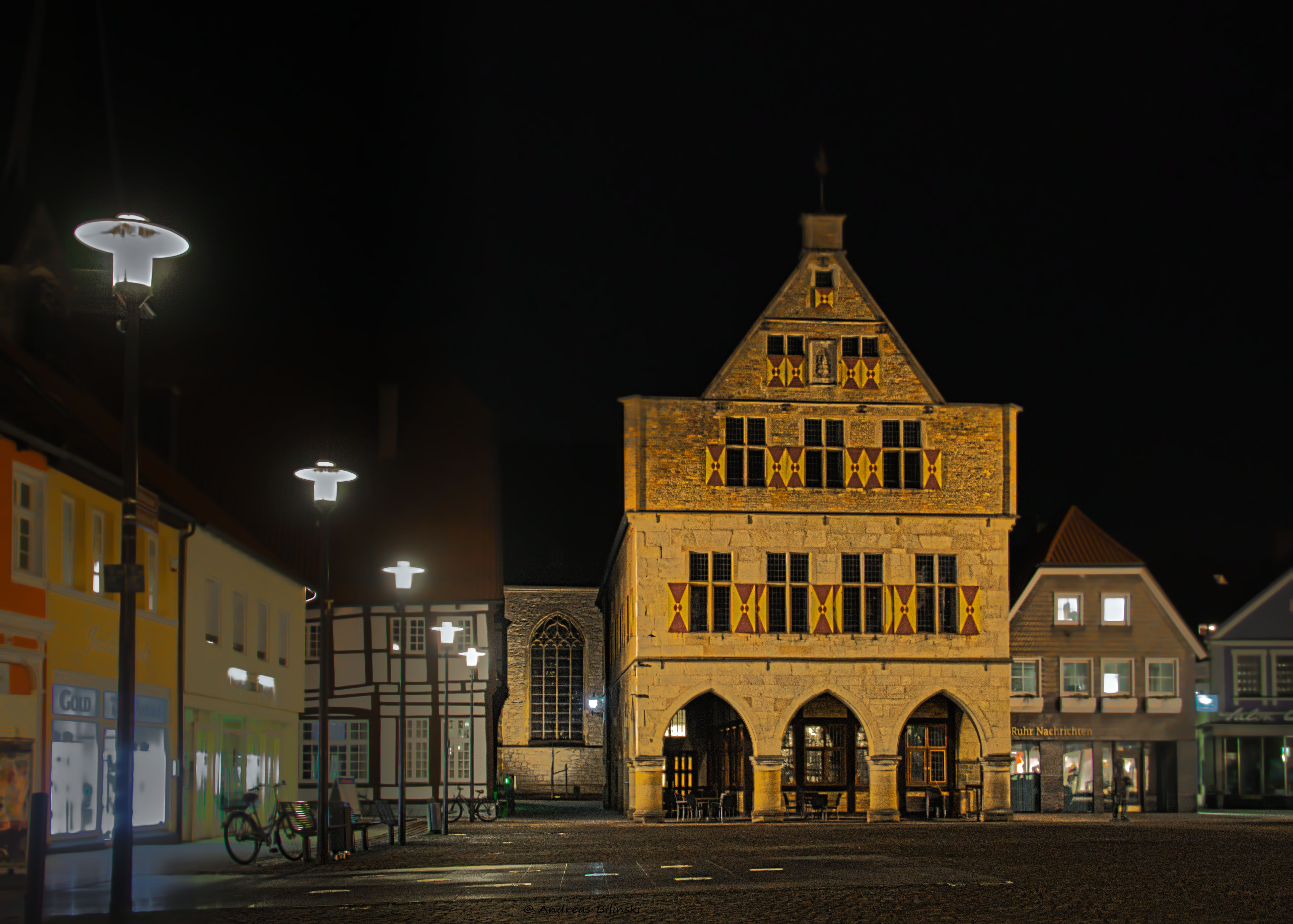

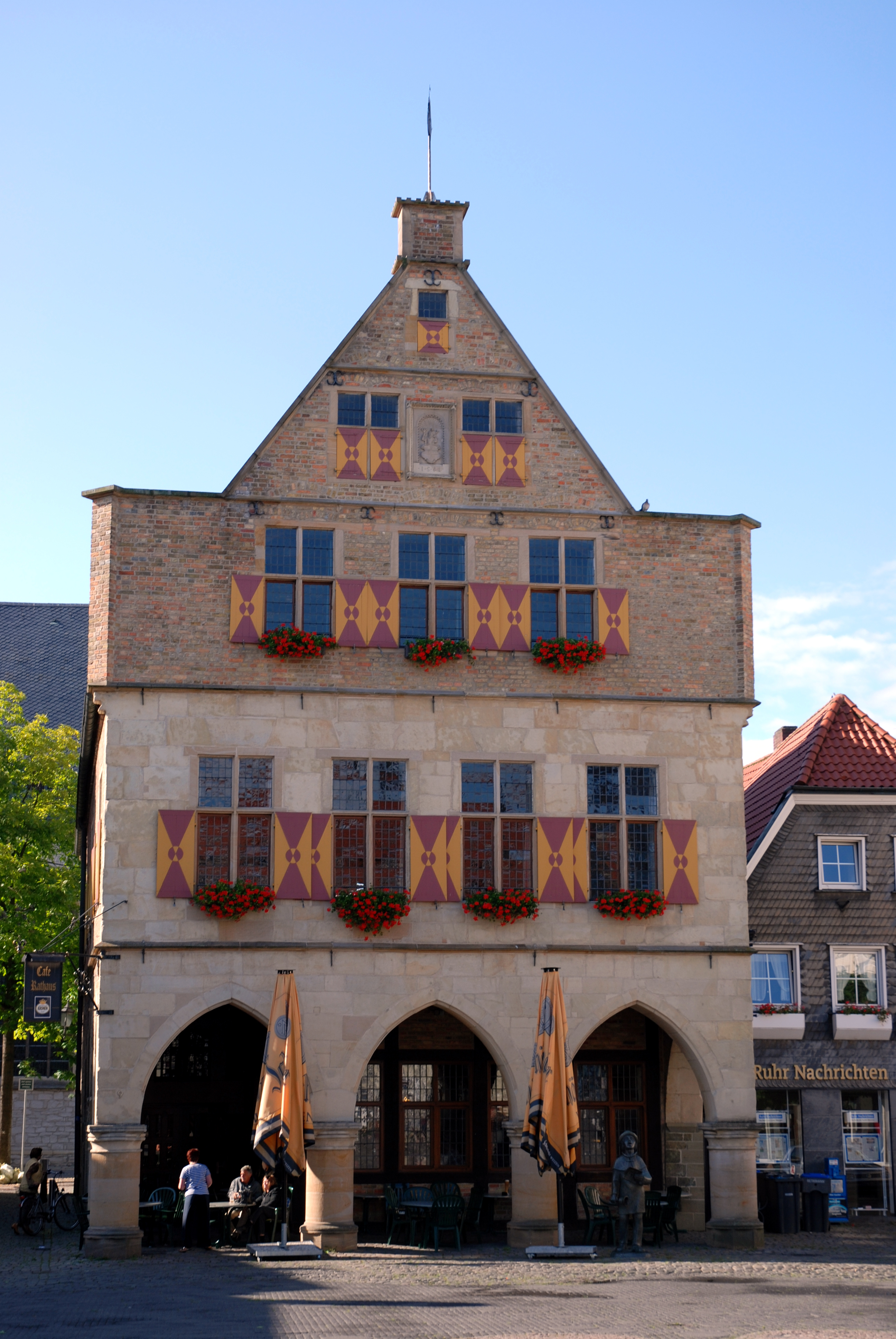
Historisches Rathaus

Das historische Rathaus am Markt ist ein denkmalgeschütztes Profangebäude in Werne, einer Stadt im Kreis Unna in Nordrhein-Westfalen.

## Geschichte und Architektur
Das große zweigeschossige Giebelhaus mit offener Bogenhalle auf der Südseite liegt zwischen dem Kirch- und dem Marktplatz. Es wurde von 1512 bis 1514 unter Verwendung eines vermutlich aus dem 14. Jahrhundert stammenden Vorgängergebäudes errichtet. Dieser Vorgängerbau ging wiederum auf ein Speichergebäude oder das Haus eines Gilde- oder Bruderschaftsspeichers des Kirchhofs hervor. Allerdings ist die Existenz eines kommunalen Gebäudes vor dem Ende des 15. Jahrhunderts nicht sicher belegt.
Das untere Geschoss gehört zu einem Stufengiebel nach münsterischer Art. Die Fialen sind über Eck gestellt. Der Dreiecksgiebel mit Wappentafel ist mit 1561 bezeichnet, er wurde später aufgesetzt. Das Gebäude ist ein gutes Beispiel eines münsterländischen kleinstädtischen Rathauses. Nach der Zerstörung aller spätmittelalterlichen Bogenhäuser in Münster ist es für die Geschichte des westfälischen Profanbaues von Bedeutung.